# Причорноморсько-Кримська нафтогазоносна область

Причорноморсько-Кримська нафтогазоносна область — територія в межах Причорноморської низовини, в надрах якої виявлено родовища нафти та газу, належить до Південного нафтогазоносногу регіону України. 
Міститься в Одеській, Миколаївській, Херсонській, Запорізькій областях і Криму, а частково і в Молдові. Охоплює також акваторію Азовського моря та шельф прилеглої частини Чорного моря. Площа близько 80 тис. км² квадратних. Геоструктурно пов'язана з Причорноморською западиною і Скіфською платформою. У геологічній будові провінції беруть участь палеозойські, мезозойські й кайнозойські осадові відклади потужністю до 6—8 тисяч метрів. В осадових гірських породах сформувалися геологічні структури, з якими пов'язані основні області нафто- та газонагромадження. Великі підняття і прогини ускладнені локальними структурами, часто нафтоносними та газоносними. Нафтогазопрояви є в породах від неогенового до девонського віку, але промислові поклади (газові й газоконденсатні) поки що виявлено лише в палеогенових і нижньокрейдових відкладах на глибинах від 350 до 4500 м. Вони пов'язані переважно зі склепінними частинами антиклінальних складок. Колекторами нафти й газу є пісковики, алевроліти й органогенно-детритові вапняки. Планомірні розвідувальні роботи у межах Причорноморсько-Кримської нафтогазоносної провінції почато 1929, основні родовища відкрито у післявоєнні роки. 
Містить:
- Архангельське газове родовище
- Безіменне газове родовище
- Глібовське газоконденсатне родовище
- Голіцинське газоконденсатне родовище
- Джанкойське газове родовище
- Задорненське газове родовище
- Західно-Октябрське газоконденсатне родовище
- Карлавське газоконденсатне родовище
- Кіровське газове родовище
- Краснополянське газоконденсатне родовище
- Кримське газове родовище
- Одеське газове родовище
- Октябрське нафтове родовище
- Оленівське газоконденсатне родовище
- Південно-Голицинське газове родовище
- Приазовське газове родовище
- Серебрянське (Сріблянське) нафтове родовище
- Суботинське нафтове родовище
- Тетянівське газоконденсатне родовище
- Чорноморське газоконденсатне родовище
- Шмідтівське газове родовище
- Штормове газоконденсатне родовище
- Ярилгацьке газове родовище

Запаси природного газу на Чорноморському шельфі у Виключній морській економічній зоні України становлять близько 50 млрд м³